# Штайнер, Якоб (скрипичный мастер)
Якоб Штайнер (около 1617, Абзам, Австрия — 1683) — первый известный австрийский скрипичный мастер, наиболее знаменитый представитель так называемой тирольской школы. Учился в Кремоне и Венеции, где был связан, в частности, с династией Амати. Инструменты Штайнера были самыми востребованными в Европе до конца XVIII века.
Скрипки Штайнера сравнительно редки сегодня и пользуются большим спросом у музыкантов-аутентистов.

## Криминальная история скрипок Штайнера
Одну из двух скрипок Штайнера, находившихся в СССР, неоднократно пытались похитить. Так, в 1986 году она была конфискована у музыканта-контрабандиста С. Г. Дьяченко, собиравшегося вывезти её за рубеж, а в мае 1996 года её украли из Музея музыкальной культуры им. Глинки антикварные воры Я. Григорьев и И. Шандуров.